# Thái Cảnh hầu
Sái Cảnh hầu (chữ Hán: 蔡景侯; trị vì: 591 TCN-543 TCN), tên thật là Cơ Cố (姬固), là vị vua thứ 17 của nước Sái – chư hầu nhà Chu trong lịch sử Trung Quốc.
Sái Cảnh hầu là con của Sái Văn hầu - vua thứ 16 nước Sái. Năm 592 TCN, Sái Văn hầu mất, Cơ Cố lên nối ngôi, tức là Sái Cảnh hầu.
Năm 549 TCN, Sái Linh hầu theo Sở Khang vương họp quân nước Trần, nước Hứa đi đánh nước Trịnh. Các chư hầu do nước Tấn cầm đầu đi cứu Trịnh. Liên quân theo Sở rút lui.
Năm 548 TCN, Sở Khang vương lại họp quân Sái, Trần đánh Trịnh. Liên quân tiến đánh phá thành Nam Lý nước Trịnh.
Sái Cảnh hầu lấy người con gái nước Sở là Vu thị cho thế tử Cơ Bàn. Nhưng sau khi Vu thị đã làm con dâu, ông lại tư thông với Vu thị.
Năm 543 TCN, thế tử Bàn giận cha tư thông với vợ mình bèn giết chết ông mà lên ngôi. Sái Cảnh hầu ở ngôi được 49 năm. Thế tử Bàn lên ngôi, tức là Sái Linh hầu.